# Pagar Gunung (Bermani Ulu)
Pagar Gunung is een bestuurslaag in het regentschap Rejang Lebong van de provincie Bengkulu, Indonesië. Pagar Gunung telt 681 inwoners (volkstelling 2010).